# リンドウ目
|  | アムボレラ目 スイレン目 アウストロバイレヤ目 センリョウ目 カネラ目 コショウ目 クスノキ目 モクレン目 ショウブ目 オモダカ目 ヤマノイモ目 タコノキ目 ユリ目 キジカクシ目 ダシポゴン科 ヤシ目 イネ目 ツユクサ目 ショウガ目 マツモ目 キンポウゲ目 アワブキ科 ヤマモガシ目 ツゲ目 ヤマグルマ目 グンネラ目 ハマビシ目 ニシキギ目 キントラノオ目 カタバミ目 マメ目 バラ目 ウリ目 ブナ目 フウロソウ目 フトモモ目 クロッソソマ目 ムクロジ目 フエルテア目 アブラナ目 アオイ目 ブドウ目 ユキノシタ目 ビワモドキ科 ベルベリドプシス目 ビャクダン目 ナデシコ目 ミズキ目 ツツジ目 ガリア目 リンドウ目 シソ目 ナス目 モチノキ目 セリ目 キク目 マツムシソウ目 |

リンドウ目 (リンドウもく、竜胆目、Gentianales) は被子植物の目のひとつで、リンドウ科をタイプ科とするもの。

## 分類
APG植物分類体系では真正キク類 Iの中にあり、5科を含む。
- アカネ科 Rubiaceae - 611属13150種
- マチン科 Loganiaceae - 13属420種
- ゲルセミウム科 Gelsemiaceae - 2属11種 ゲルセミウム属・Mostuea 属
- リンドウ科 Gentianaceae - 88属1675種
- キョウチクトウ科 Apocynaceae - 415属4555種（旧ガガイモ科を含む）

## 系統
次のような系統樹が得られている。

## 過去の分類体系

### クロンキスト体系
クロンキスト体系ではキク亜綱の中にあり、属している科はAPG体系と共通のものが多い。クロンキストからAPGへの変更点は、リンドウ科にはサッキフォリア科が、キョウチクトウ科にはガガイモ科が含まれていることである。
被子植物門 Magnoliophyta
双子葉植物綱 Magnoliopsida
キク亜綱 Asteridae
リンドウ目 Gentianales
- マチン科 Loganiaceae
- リンドウ科 Gentianaceae
- サッキフォリア科 Saccifoliaceae
- キョウチクトウ科 Apocynaceae
- ガガイモ科 Asclepiadaceae

### 新エングラー体系
新エングラー体系では合弁花類に入れる。デスフォンタイニア科はAPGではコルメリア科に含まれる。しばしばリンドウ科に含められてきたミツガシワ科は、ここでは独立の科とされる。APGではキク目に移されている。
被子植物門 Angiospermae
双子葉植物綱 Dicotyledoneae
合弁花亜綱 Sympetalae
リンドウ目 Gentianales
- マチン科 Loganiaceae
- デスフォンタイニア科 Desfontainiaceae
- リンドウ科 Gentianaceae
- ミツガシワ科 Menyanthaceae
- キョウチクトウ科 Apocynaceae
- ガガイモ科 Asclepiadaceae
- アカネ科 Rubiaceae